# المحققون الصغار (مسلسل)
المحققون الصغار (بالإنجليزية: InBESTigators)‏ هو مسلسل عائلي وكوميدي درامي أسترالي تأليف روبن بوتلر وواين هوبر. ( المسلسل متوقف )

## القصة
تدور القصة حول أربعة أطفال ينشئون وكالة تحريات

## الشخصيات

### المحققون الصغار
ايزرا بانكس: هو الرئيس في الحادية عشرة من عمره جيد في المدرسة والإلكترونيات.
مودي ميلر: هي الأذكى في العاشرة ماتت امها تحب الألغاز ومفكرتها.
ايفا اندركيدس: تحب إقامة الحفلات وجمع التبرعات.
كايل كليمسون: يحب الرياضة ويكره المدرسة يتأهل دائماً لتمثيل المدرسة في الألعاب الرياضية ودائما يفكر في بطنه.

### آخرون

#### طاقم المدرسة.
السيد ماك ليج: المدير.
المعلمة تان.
المعلم باركر.
المدربة برايدس.

#### آخرون
بوبي بانكس: اخت ايزرا.
السيدة مانياتشي: جارة ايزرا تحب الزراعة.
ايميليا بوكسي ماكس جيمس دايت وماريو: زملاء ايزرا.
براين ميلر: والد مودي.

## الممثلون
ايزرا بانكس: استون درومر.
مودي ميلر: انا كوكي.
كايل كليمسون: جميل سميث-سيكا.
ايفا اندر كيدس: آبي برجمان.

## وصلات خارجية
- المحققون الصغار ( مسلسل) على موقع IMDb (الإنجليزية)
- المحققون الصغار ( مسلسل) على موقع روتن توميتوز (الإنجليزية)
- المحققون الصغار ( مسلسل) على موقع نتفليكس (الإنجليزية)
- المحققون الصغار ( مسلسل) على موقع كينوبويسك (الروسية)
- المحققون الصغار ( مسلسل) على موقع قاعدة بيانات الفيلم (الإنجليزية)